# خوسيه فونتانا
خوسيه فونتانا (بالبرتغالية: José Fontana‏) (19 مارس 1912 كوريتيبا البرازيل - 3 أبريل 1986 كوريتيبا البرازيل) هو لاعب كرة قدم برازيلي سابق كان يلعب كحارس مرمى.